# 舒鸠之战
舒鸠之战，公元前548年（周灵王二十四年，鲁襄公二十五年，楚康王十二年，吴王诸樊十三年），在吴楚交兵中，楚国在舒鸠击败吴国的作战。
前549年夏，楚康王出动水兵以攻打吴国，不为军政，无功而还。当时，晋国攻打齐国，楚国伐郑援齐，吴国与晋国结盟。吴国为楚国水兵来犯的缘故，召集舒鸠国（今安徽省舒城县东南）背叛楚国。楚康王在荒浦（今安徽省桐城市西北）驻兵，派沈尹寿和师祁犁责问舒鸠。舒鸠国君恭敬地迎接他们，告诉他们没有叛楚，请求接受盟约。两人向楚康王复命，楚康王想要进攻舒鸠。被薳子冯劝阻，楚康王于是退兵。
前548年，薳子冯去世，屈建做令尹，屈荡做莫敖。舒鸠人再次叛楚。屈建率兵进攻舒鸠，到达离城，吴国救援舒鸠。屈建忙让右军先出，子强、息桓、子捷、子骈、子盂率左军后撤。吴国人处在左右两军之间七天。子强带领家兵先去引诱攻打吴军，吴军败逃，登山而远望，见楚军没有后继，就再次追赶，迫近楚军。楚军左军主力和家兵会合作战，吴军大败。楚军乘机包围舒鸠，舒鸠溃散。八月，楚国灭亡了舒鸠。
十二月，吴王诸樊进攻楚国，进攻巢国（今安徽省巢湖市东北）的城门。巢牛臣以为吴王诸樊勇敢而轻率，于是打开城门，诸樊亲自带头进入城门。牛臣躲在短墙后，乘机用箭射他，吴王诸樊中箭而死。
楚康王以灭亡了舒鸠之功，赏赐屈建。屈建推辞说：“这是先大夫薳子冯的功劳。”楚康王就把赏赐给了薳掩。前547年楚康王和秦国联兵侵袭吴国，到达雩娄，听到吴国有了准备而退回，就乘机入侵郑国。